# Liu Dong
Liu Dong (chiń. upr. 刘东; chiń. trad. 劉東; pinyin Liú Dōng; ur. 24 grudnia 1973) – chińska lekkoatletka specjalizująca się w biegach średniodystansowych.

## Sukcesy sportowe
- złota medalistka Chińskiej Olimpiady Narodowej w biegu na 800 m – 1993[1]

| Rok  | Miasto    | Zawody                      | Konkurencja    | Wynik         |
| ---- | --------- | --------------------------- | -------------- | ------------- |
| 1992 | Seul      | mistrzostwa świata juniorów | bieg na 1500 m | złoty medal   |
| 1993 | Szanghaj  | igrzyska Azji Wschodniej    | bieg na 1500 m | srebrny medal |
| 1993 | Stuttgart | mistrzostwa świata          | bieg na 1500 m | złoty medal   |

## Rekordy życiowe
- bieg na 800 metrów – 1:55,54 – Pekin 09/09/1993 (rekord Azji)
- bieg na 1500 metrów – 3:56,31 – Szanghaj 17/10/1997